# 中山荘園
中山荘園（なかやまそうえん）は兵庫県宝塚市の地名。郵便番号は、665-0868。

## 概要
中山荘園は1955年まで長尾村の一部であったが1955年3月10日に宝塚市の一部となった。

## 歴史
七世紀頃に中山荘園古墳が作られた。被葬者は不明であるが、物部氏の一族、大売布命や若湯坐連の可能性がある。

## 世帯数と人口
2022年（令和4年）10月1日現在の世帯数と人口は以下の通りである。
| 町丁     | 世帯数  | 人口  |
| -------- | ------- | ----- |
| 中山荘園 | 124世帯 | 267人 |

## 小・中学校の学区
市立小・中学校に通う場合、学区は以下の通りとなる。
| 番地         | 小学校             | 中学校             |
| ------------ | ------------------ | ------------------ |
| 中山荘園全域 | 宝塚市立売布小学校 | 宝塚市立宝塚中学校 |

## 施設
- 中山荘園古墳